# 內戈廷

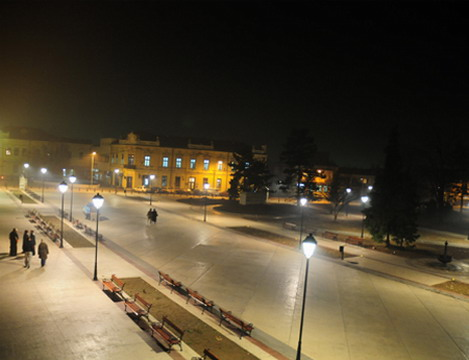

內戈廷是塞爾維亞的城鎮，由博爾州負責管轄，位於該國東部，毗鄰與羅馬尼亞和保加利亞接壤的邊境，面積1,089方公里，海拔高度89米，每年平均降雨量554毫米，2011年人口37,056。

## 外部連結
- Negotin（页面存档备份，存于）
- Radio television Bor（页面存档备份，存于）
- Official website of Mokranjčevi Dani festival[永久]
- blog/image（页面存档备份，存于）